# Marathon de Berlin 2007
Navigation
Édition précédente Édition suivante
Le Marathon de Berlin de 2007 est la 34e édition du Marathon de Berlin, en Allemagne, qui a eu lieu le dimanche 30 septembre 2007. C'est le troisième des World Marathon Majors à avoir lieu en 2007 après le Marathon de Boston et le Marathon de Londres. 
L'Éthiopien Haile Gebrselassie remporte la course masculine et établit un nouveau record du monde du marathon avec un temps de 2 h 4 min 26 s, améliorant de 29 secondes l'ancienne meilleure marque mondiale détenue depuis 2003 par le Kényan Paul Tergat. L'Éthiopienne Gete Wami s'impose chez les femmes en 2 h 23 min 17 s.

## Résultats

### Hommes
| Rang | Athlète            | Nationalité | Temps                |
| ---- | ------------------ | ----------- | -------------------- |
|      | Haile Gebrselassie | Éthiopie    | 2 h 04 min 26 s (WR) |
|      | Abel Kirui         | Kenya       | 2 h 06 min 51 s      |
|      | Salim Kipsang      | Kenya       | 2 h 07 min 29 s      |
| 4    | Philip Manyim      | Kenya       | 2 h 08 min 01 s      |
| 5    | Mesfin Adimasu     | Éthiopie    | 2 h 09 min 49 s      |
| 6    | Lee Troop          | Australie   | 2 h 10 min 31 s      |
| 7    | Arkadiusz Sowa     | Pologne     | 2 h 12 min 00 s      |
| 8    | Joseph Kahugu      | Kenya       | 2 h 12 min 08 s      |
| 9    | Tomohiro Seto      | Japon       | 2 h 12 min 21 s      |
| 10   | Ignacio Cáceres    | Espagne     | 2 h 12 min 46 s      |

### Femmes
| Rang | Athlète                 | Nationalité | Temps           |
| ---- | ----------------------- | ----------- | --------------- |
|      | Gete Wami               | Éthiopie    | 2 h 23 min 17 s |
|      | Irina Mikitenko         | Allemagne   | 2 h 24 min 51 s |
|      | Helena Kirop            | Kenya       | 2 h 26 min 27 s |
| 4    | Irina Timofeyeva        | Russie      | 2 h 26 min 54 s |
| 5    | Naoko Sakamoto          | Japon       | 2 h 28 min 33 s |
| 6    | Hayley Haining          | Royaume-Uni | 2 h 30 min 43 s |
| 7    | Rose Nyangacha          | Kenya       | 2 h 31 min 33 s |
| 8    | Leonor Carneiro         | Maroc       | 2 h 31 min 41 s |
| 9    | Angéline Flückiger-Joly | Suisse      | 2 h 35 min 57 s |
| 10   | Eva-Maria Gradwohl      | Autriche    | 2 h 36 min 26 s |

### Fauteuils roulants (hommes)
| Rang | Athlète | Nationalité | Temps |
| ---- | ------- | ----------- | ----- |
|      |         |             |       |
|      |         |             |       |
|      |         |             |       |

### Fauteuils roulants (femmes)
| Rang | Athlète | Nationalité | Temps |
| ---- | ------- | ----------- | ----- |
|      |         |             |       |
|      |         |             |       |
|      |         |             |       |